# Warwick (hrad)
Hrad Warwick je památkově chráněný středověký hrad ve Warwicku, hrabství Warwickshire v Anglii. Stojí nad Avonou a je spolu se Stratfordem, rodištěm W. Shakespeara, turisticky nejnavštěvovanějším místem u této řeky. Původně se jednalo o dřevěné motte, ale ve 12. století byl přestavěn na kamenný hrad. Od svého dokončení byl hrad ještě mnohokrát upravován.
Hrad byl postaven roku 1068 Vilémem Dobyvatelem. Byl obýván až do 17. století, kdy jej tehdejší majitel sir Fulke Greville opustil a přestěhoval se. Rodu Grevillů Warwick patřil 219 let, a to od roku 1759 do roku 1978.

## Poloha
Hrad se nachází ve stejnojmenném městečku v ohybu řeky Avony na útesu, který řeka vytvořila. Díky této poloze je hrad z východní strany dobře chráněný. Hrad měl díky své poloze velmi velký strategický význam. Dnes je hrad vzdálen asi jednu míli od Warwick Railway station, 2 míle od dálnice M40 a nejbližší mezinárodní letiště je v Birminghamu.

## Historie

### Před stavbou hradu
V roce 914 byla na budoucím místě hradu založeno anglosaské opevnění, takzvaný burh. Podle legendy výstavbu zahájila Ethelfleda, dcera Alfréda Velikého. Toto opevnění bylo jedním z deseti, které bránilo Mercii před dánskými nájezdy. Jeho pozice umožňovala kontrolu Fossejské cesty, stejně jako říčního údolí a přechodů přes řeku Avonu. Ačkoliv je motte v jihozápadní části hradu nazýváno Ethelfledin val, jedná se pravděpodobněji o pozdější normanské opevnění než o anglosaský pozůstatek.

### Současnost
V současnosti[kdy?] je hrad využíván pro turistické účely. V roce 1978 jej koupila skupina The Tussauds Group a udělala z něj turistickou atrakci. V areálu se nachází například dětské hřiště, několik obchodů se suvenýry, mlýn nebo největší trebuchet na světě, který váží 22 tun a dvakrát denně se z něj střílí ohnivé koule. Celá střelba, včetně příprav trvá asi 15 minut.[zdroj⁠?!]

## Galerie

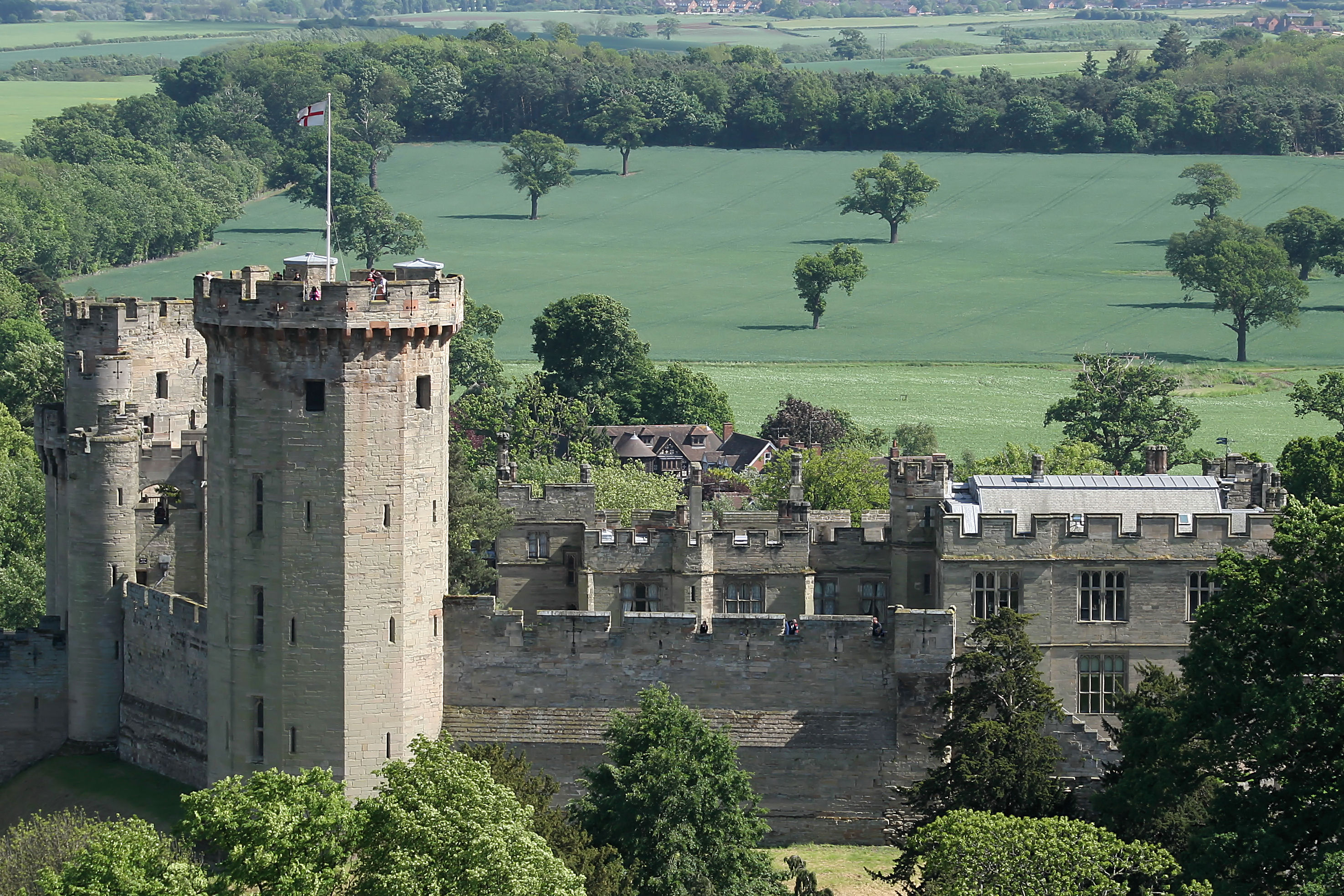
Pohled na Warwick z nedalekého kostela panny Marie
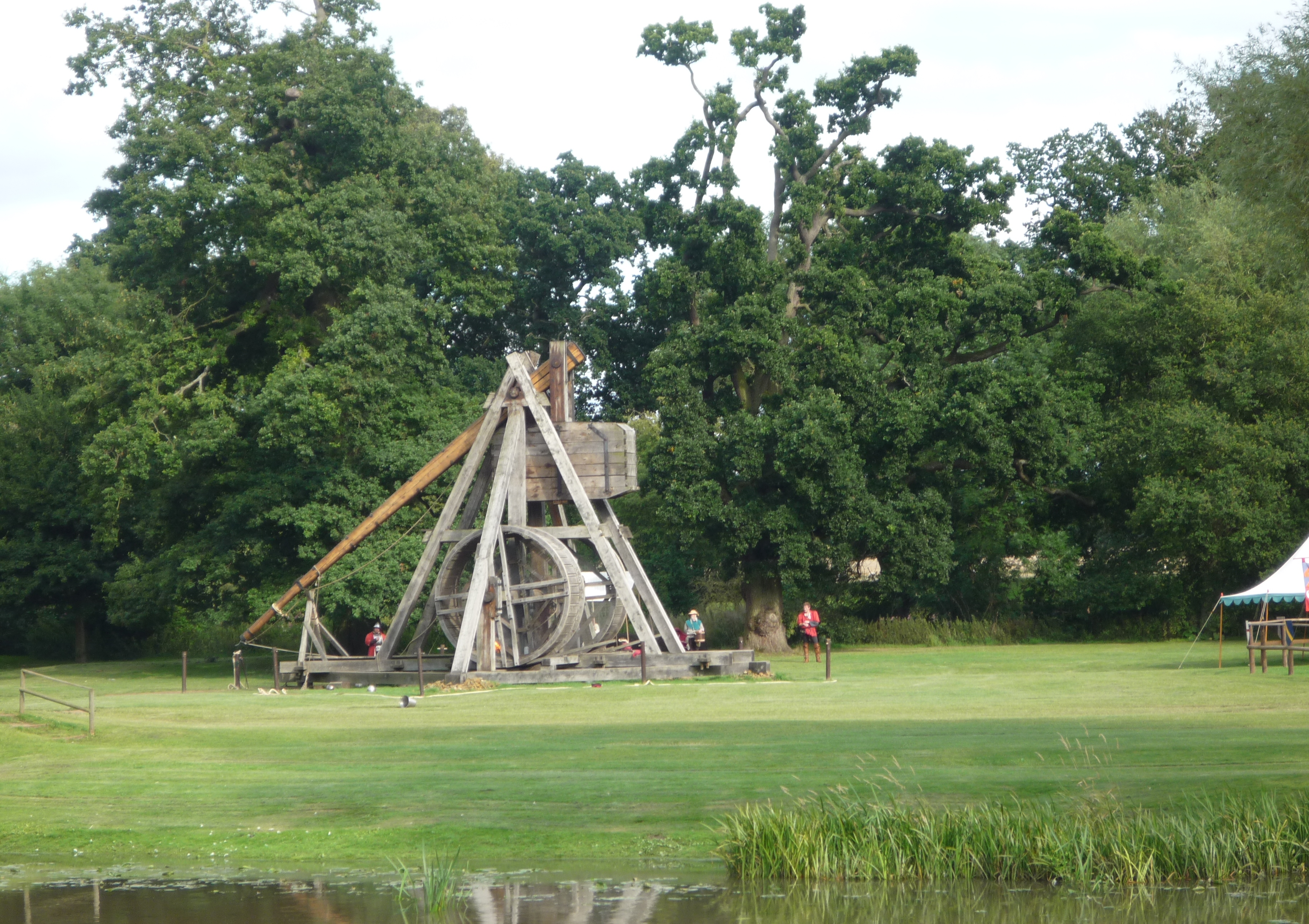
Trebuchet na hradě je jedna z nejznámějších atrakcí
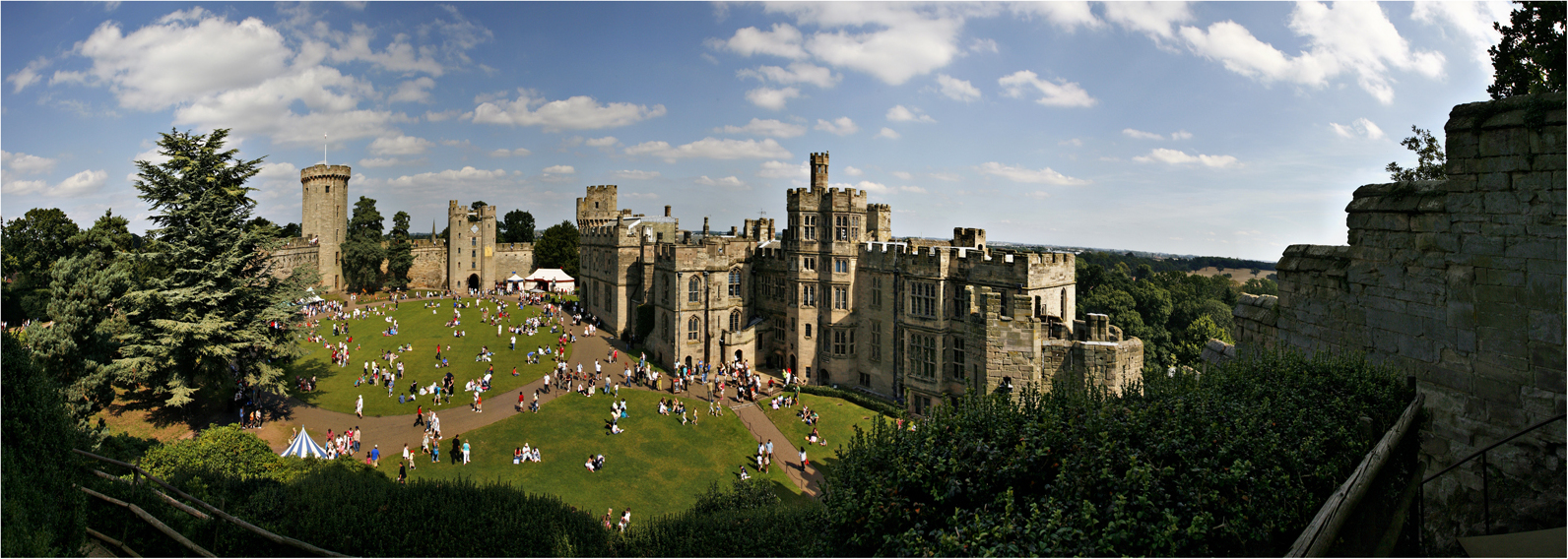
Největší hradní nádvoří